# Aulacosolus carinatus
Aulacosolus carinatus is een keversoort uit de familie beekkevers (Elmidae). De wetenschappelijke naam van de soort werd in 1997 gepubliceerd door Jäch & Boukal.